# Koortskapel (Waregem)

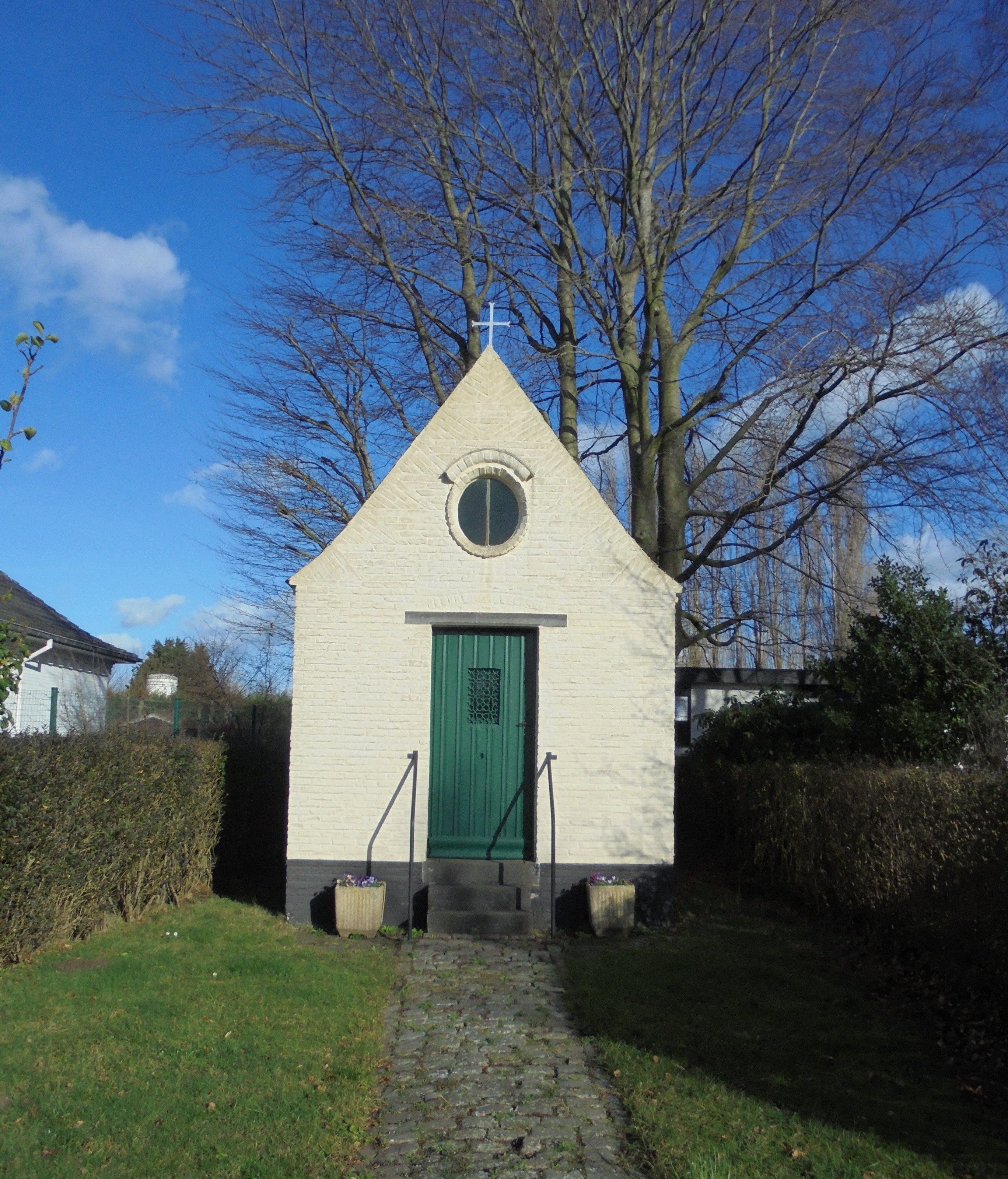
De Koortskapel

De Koortskapel of de Kutskapel is een kapel gewijd aan Onze-Lieve-Vrouw Troost-der-Nood in Beveren in de Belgische provincie West-Vlaanderen. De kapel is gelegen aan de Hoonakkerdreef. Moeders kwamen er vaak met hun kroost bidden tegen de "kuts" (het West-Vlaams voor koorts). De huidige kapel werd gebouwd in 1971-1972 maar minstens al in 17e eeuw bestond er een eerdere Kutskapel. 
Volgens een legende werd de oorspronkelijke kapel opgericht door een schipper die op de Leie in moeilijkheden kwam. Hij aanriep Maria en beloofde haar een kapel te bouwen bij een behouden terugkeer. Deze kapel stond op de Grote Heerweg, mogelijk al in de 16e eeuw. Een eerste kapel zou toen vernield zijn tijdens de opstand tegen Spanje. Ten laatste in 1684 werd de kapel heropgebouwd. Het ging om een eenvoudige bakstenen kapel onder een zadeldak. In 1920 werd het interieur van de kapel vernieuwd maar tegen het midden van de 20e eeuw verkeerde de kapel in staat van verval.
Bij verbredingswerken aan de Grote Heerweg in 1968, werd de kapel afgebroken. De kapel werd wel voorafgaandelijke opgemeten en gefotografeerd. In 1971-1972 werd een nieuwe Kutskapel opgericht naar plannen van architect Etienne Ducatteeuw door de Heemkundige Kring op een grond van de familie De Smet. Hierbij werd het ontwerp van de afgebroken kapel gevolgd en de ijzeren kruisbekroning en de ijzeren ramen werden hergebruikt. 
Het interieur van de kapel is wit geschilderd. Het bevat een altaar, een kruisweg en een Onze-Lieve-Vrouwebeeld in een schrijn. Dit is afkomstig uit de normaalschool van Torhout.